# Месторождение Бадра
Месторождение Бадра расположено на территории провинции Васит на Востоке Ирака. Его геологические запасы оцениваются в 3 млрд. баррелей нефти. Сервисный контракт на разработку месторождения был подписан в начале 2010 года.
Победителем тендера стал консорциум в составе:
- ОАО «Газпром нефть» (Россия, оператор проекта), доля в Проекте - 30%;
- Kogas (Корея), 22.5%;
- Petronas (Малайзия), 15%;
- ТРАО (Турция), 7.5%;
- Иракское правительство в лице Иракской геологоразведочной компании (Oil Exploration Company, OEC), 25%.

Проект разработки месторождения Бадра рассчитан на 20 лет с возможной пролонгацией на 5 лет. На пик добычи в объеме 170 тыс. баррелей в сутки, что составляет около 8,5 млн. тонн в год, месторождение предполагается вывести в 2017 году. Этот уровень планируется сохранять на протяжении 7 лет.
За короткий период на месторождении была создана инфраструктура, которая позволила в ноябре 2011 года начать бурение первой оценочной скважины, а уже в мае 2014 года - промышленную добычу нефти сорта Basra Light (плотность — 30,5° API, содержание серы — 2,9%).
Документальный фильм "Начало коммерческой добычи на иракском месторождении Бадра"
Первая очередь Центрального Пункта Сбора (ЦПС) мощностью 60 тыс. баррелей в сутки уже введена в эксплуатацию. На этом промышленном объекте осуществляется сбор и подготовка нефти. В дальнейшем мощность ЦПС будет увеличена втрое. 165-километровый трубопровод соединил Бадру с магистральной трубопроводной системой Ирака.
7 апреля 2015 компания Газпром нефть получила от иракского правительства первую партию нефти сорта Kirkuk. Сырье передано компании в качестве возмещения инвестиций, затраченных на освоение месторождения. Первая партия нефти в объеме 500 тыс. баррелей (порядка 70 тыс. тонн) получена от иракской государственной корпорации SOMO (State Oil Marketing Company) в турецком порту Джейхан.
С начала работ на Бадре обезврежено и уничтожено почти 30 тыс. мин и неразорвавшихся боеприпасов. Самая «грязная» с этой точки зрения территория - северо-восточная часть месторождения, где пролегала линия фронта во время Ирано-иракской войны.
В плане геологии месторождение Бадра является одним из сложнейших в регионе. Геологическое строение месторождения похоже на «слоеный пирог»: чередуются глинистые отложения и известняки, что осложняет бурение и ставит перед специалистами более трудоемкие задачи.
На месторождении Бадра применяются инновационные технологии, среди которых:
- система «интеллектуальная скважина», которая позволяет контролировать каждый пласт скважины и удаленно настраивать оборудование;
- система удаленного мониторинга оборудования ЦПС;
- система контроля состояния трубопровода.

Другой пример использования современных технологий – солнечные батареи, которые позволяют узлам задвижек трубопровода работать абсолютно автономно от электросетей.
Консорциум по разработке месторождения Бадра ежегодно инвестирует средства в развитие образования, медицины и другие социальные проекты в Ираке. В 2013 году компания передала университету, расположенному в городе Эль-Кут, автобусы, чтобы студенты из окрестных населенных пунктов могли регулярно посещать занятия. В 2014 г. в городе Бадра были построены дополнительные корпуса для трех средних школ. Кроме того, компания предоставила школам города современное компьютерное оборудование. На средства компании в городской клинике Бадры отремонтирован и оснащен современным медицинским оборудованием блок оказания экстренной медицинской помощи. В 2013 году также профинансирована реконструкция и строительство электросетей в Бадре. С 2014 года ежегодный объем социальных инвестиций составляет $5 млн в год.
Для города Бадра месторождение является градообразующим предприятием, практически 30% его жителей работают на промысле.
Сайт компании-оператора месторождения Gazpromneft Badra B. V.: http://badra.gazprom-neft.ru/.